# Sphaerocera hallux
Sphaerocera hallux är en tvåvingeart som beskrevs av Rohacek och Floren 1987. Sphaerocera hallux ingår i släktet Sphaerocera och familjen hoppflugor.
Artens utbredningsområde är Sverige. Inga underarter finns listade i Catalogue of Life.